# Hermann Smiel
Hermann Smiel (31 de julho de 1880 — 14 de março de 1956) foi um ciclista de estrada alemão. Competiu em duas provas de ciclismo nos Jogos Olímpicos de Estocolmo 1912.